# くまもと森都心

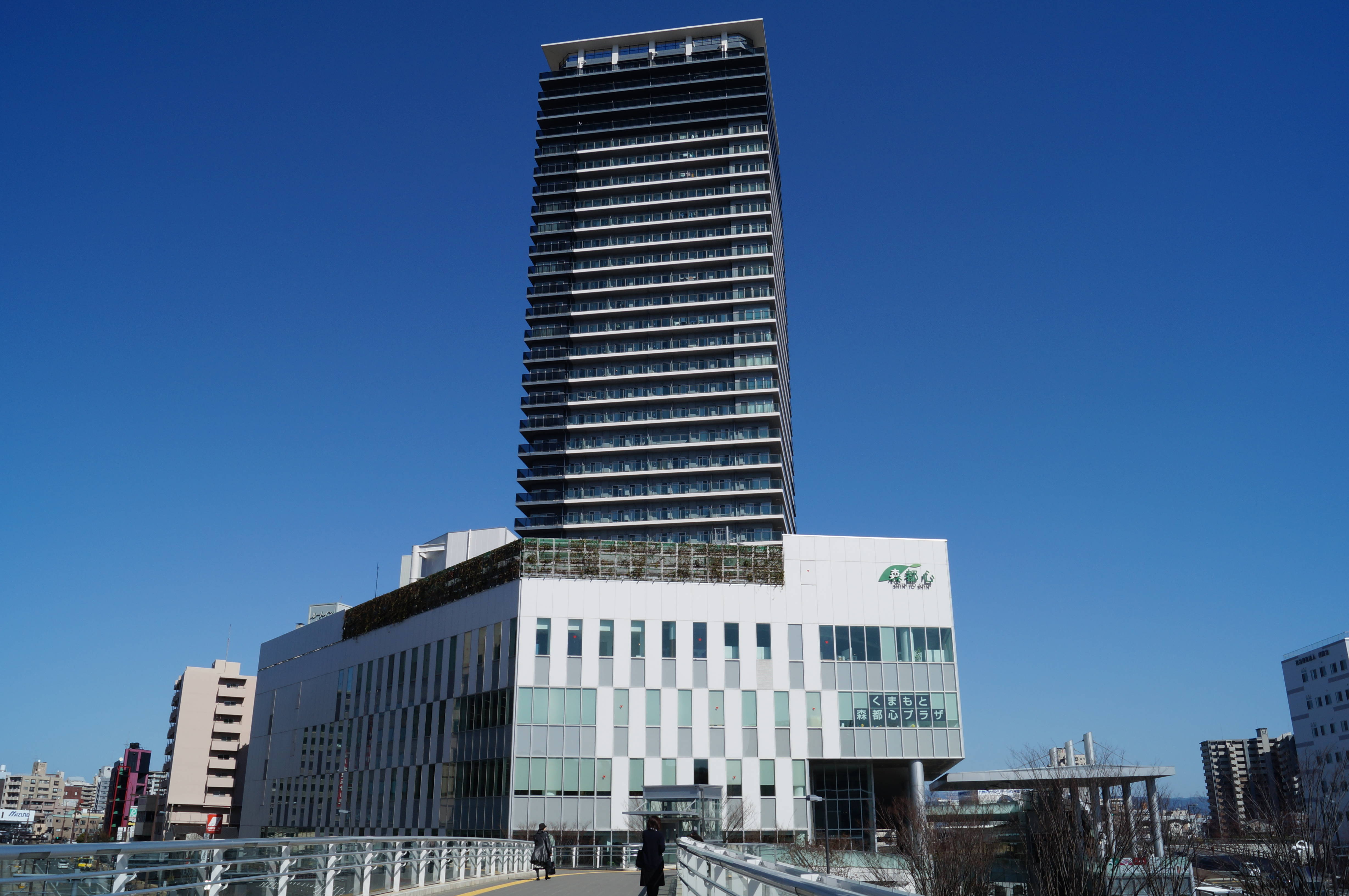
くまもと森都心（手前にくまもと森都心プラザ、奥にザ・熊本タワー）

くまもと森都心（くまもとしんとしん）は、熊本県熊本市西区春日1丁目の熊本駅東A地区第二種市街地再開発事業の通称である。
A棟はくまもと森都心プラザを、C棟はザ・熊本タワーを参照。

## 概要
産業道路北側の白川と電車通りに挟まれた地区にて九州新幹線の開業を見据え、熊本駅前東A地区第二種市街地再開発事業が実施された。公共施設棟であるA棟、権利者棟であるB棟、住宅棟であるC棟が建設され、2012年3月までにすべてが完成した。

## 構成
- A棟:地上6階地下1階建。2階から6階までは489席のホールや熊本市立図書館、観光センター等からなるくまもと森都心プラザ[2]。1階は肥後銀行熊本駅前支店・熊本第一信用金庫熊本駅前支店などが入居。
- B棟（春日ヒルズ）:地上2階建。明和不動産フィットネスクラブ、歯科が入居。
- C棟（ザ・熊本タワー）:地上35階[1]地下1階建。1階にはくまもと森都心郵便局（熊本駅フレスタ東館より移転[3]）や歯科が入居。

## 沿革
- 2011年10月1日 - くまもと森都心プラザプレオープン。
- 2012年3月1日 - A棟駐車場・B棟駐輪場供用開始。
- 2012年3月24日 - くまもと森都心プラザグランドオープン。
- 2012年春 - ザ・熊本タワー完成。